# Liebenthal (Kansas)
Pour les articles homonymes, voir Liebenthal.
Liebenthal est une municipalité américaine située dans le comté de Rush au Kansas.
Lors du recensement de 2010, sa population est de 103 habitants. La municipalité s'étend alors sur une superficie de 0,12 mille carré (0,31 km2).
Liebenthal est fondée en 1876 par des Allemands de la Volga en provenance de Topeka. Son nom signifie « vallée de l'amour » en allemand,.